# Мусийчук, Юрий Иванович
Юрий Иванович Мусийчук — советский и российский ученый, доктор медицинских наук (1985), лауреат Государственной премии СССР (1982)

## Биография
Юрий Иванович Мусийчук родился 1 сентября 1937 г. в г. Умань (ныне — Черкасская область, Украина).
Закончил Первый Ленинградский государственный медицинский институт им. акад. И. П. Павлова (1960), кандидат медицинских наук (1966), доктор медицинских наук (1985), профессор (1987), сотрудник Филиала № 3 Института биофизики Минздрава СССР (с 1984 г. — НИИ гигиены и профпатологии МЗ СССР, в настоящее время — НИИ гигиены, профпатологии и экологии человека ФМБА России) (1989—1996), заместитель директора по научной работе (1974—1984) и директор института (1991—1996), профессор кафедры военной токсикологии и медицинской защиты Военно-медицинской академии имени С. М. Кирова (1997—2014).

## Научная деятельность
Научные направления Ю. И. Мусйчука связаны с профпатологией, клинической токсикологией, гигиеной, кардиологией, автоматизацией медицинских исследований, математической обработкой данных и математическими моделями в медицине и экологии, историей медицины, организацией медицинского обслуживания рабочих химической промышленности.
Ю. И. Мусийчуком создан клинический отдел НИИ гигиены, профпатологии и экологии человека, который явился не только центром научных разработок, но и базой для подготовки практических врачей в области химической безопасности. Ю. И. Мусийчук исследовал клинику острых и хронических отравлений у работников опасных химических производств. Все это время он организовывал семинары для врачей, участвовал в инспектировании медицинских учреждений и промышленных предприятий, в организации медицинской помощи рабочим химических производств, обслуживаемых медико-санитарными частями 3-го Главного управления Минздрава (в настоящее время — Федеральное медико-биологическое агентство).
В 1985 г. защитил докторскую диссертацию, в которой были решены важные научные проблемы профессиональной патологии и организации медицинского обеспечения работников производств боевых отравляющих веществ.
Руководил комиссией по установлению диагноза профессиональных заболеваний, участвовал в разработке методических подходов к функциональной диагностике, обеспечению реанимационных мероприятий, экспертизе трудоспособности профессиональных больных.
Принимал активное участие в ликвидации химических аварий и чрезвычайных ситуаций с химическим фактором. Ю. И. Мусийчук входил в состав государственных комиссий по расследованию причин аварий и катастроф.
При непосредственном участии Ю. И. Мусийчука было разработано значительное число нормативно-правовых и справочных документов по медицинскому обеспечению работников химически опасных объектов, а также инспекторов ОЗХО на Российских объектах по уничтожению химического оружия. Он явился инициатором разработки автоматизированных систем массовых осмотров рабочих опасных химических производств, за что в 1982 г. был удостоен звания лауреата Государственной премии СССР.
В 1980—1997 гг. профессор Ю. И. Мусийчук являлся главным специалистом по профессиональной патологии 3-го Главного управления при Минздраве СССР (РФ) и постоянным членом комиссии по профпатологии при АМН СССР (РАМН), а с 1992 по 1996 г. одновременно был экспертом Минздрава на международных переговорах по уничтожению химического оружия.
С 1997 по 2013 г. был инициатором и участником программы подготовки врачей в районах уничтожения химического оружия.
С 2004 г. и по 2017 г. являлся редактором и автором справочно-энциклопедического издания «Вредные вещества в окружающей среде» (СПб.: НПО «Профессионал», 2004—2017).
Подготовил 12 кандидатов наук; среди его учеников 3 доктора наук.
Автор более 400 научных статей, 3 учебников, 65 монографий, сборников и брошюр, 7 изобретений, более 50 официальных документов по вопросам медицинского обеспечения рабочих химической промышленности и 20 экологических экспертиз.
Награжден правительственными наградами: орденом «Знак почета», медалями «За доблестный труд», «За трудовую доблесть».

### Избранные труды
- Мусийчук Ю. И., Янно Л.В К проблеме отдаленных последствий действия химических веществ у людей // Гигиена труда, 1988 — № 8 — С. 4-7.
- Барышников И. И., Мусийчук Ю. И. Здоровье человека — системообразующий фактор при разработке проблем экологии современных городов // Медико-географические аспекты оценки уровня здоровья населения и состояния окружающей среды. — СПб.: 1992. — С. 11-41.
- Каспаров А. А. Мусийчук Ю. И. Широков А. Ю. Наблюдение за состоянием здоровья населения в регионах уничтожения химического оружия. — М.-СПб, 1998 −61 с.
- Мусийчук Ю. И., Широков А. Ю., Рева В. Д., Мерзликин Л. А. Хронические отравления химическими веществами — М.: ФГБОУ ДПО ИПК ФМБА России, 2011. — 258 с.
- Мусийчук Ю. И., Гребенюк А. Н., Широков А. Ю. Фтор и его соединения. Серия «Токсикология для врачей». — СПб.: ООО «Издательство Фолиант», 2012. —. 103 с.
- Мусийчук Ю. И. Широков А. Ю. Наиболее токсичные элементоорганические соединения М., ООО «Комментарий» — 2013—2014. — т. 1 с. 395, т 2 с. 345, т. 3 с. 410.